# Сладков, Кирилл Александрович
Кирилл Александрович Сладков (род. 30 октября 1981) — священнослужитель Русской православной церкви, протоиерей. Настоятель храма святителя Николая Мирликийского в Покровском города и Патриаршего подворья храма благоверного князя Александра Невского в бывшей Покровской богадельне города Москвы.

## Биография
По собственному признанию, «в храме с 10-летнего возраста. Сначала обучался в воскресной школе, потом пономарил, учился в семинарии».
7 апреля 2004 года в Новодевичьем монастыре был рукоположён в сан иерея митрополитом Крутицким и Коломенским Ювеналием (Поярковым). 28 апреля митрополитом Ювеналием назначен настоятелем Покровской церкви села Дуброво Коломенского района и настоятелем Успенской церкви села Мячково Коломенского района Московской области.
В мае 2004 года окончил дневное отделение Коломенской духовной семинарии, защитив дипломную работу «Коломенское духовенство в 20—30 годы XX века». 31 мая в связи с окончанием семинарии был удостоен первой священнической награды — набедренника. Выступил на торжествах по случаю окончания семинарии от лица выпускников дневного отделения. С 2004 по 2018 год был преподавателем в данной семинарии.
23 января 2008 года указом митрополита Крутицкого и Коломенского Ювеналия освобождён от должностей настоятеля Покровской церкви села Дуброво и Успенской церкви села Мячково Коломенского района и назначен настоятелем Иоанно-Предтеченской церкви города Коломны.
В 2009 году окончил Коломенский государственный педагогический институт.
В 2010 году ко дню Пасхи награждён золотым наперсным крестом.
В сентябре 2013 года поступил на первый курс заочного отделения Московской духовной академии.
11 марта 2014 года указом митрополита Крутицкого и Коломенского освобождён от обязанностей настоятеля Иоанно-Предтеченского и Михаило-Архангельского (на кладбище) храмов города Коломны и назначен благочинным церквей Луховицкого округа и настоятелем Христорождественского храма города Луховицы Московской области.
11 июля 2014 года указом митрополита Ювеналия назначен по совместительству настоятелем Никольского храма села Городна Луховицкого района Московской области.
В 2015 году указом патриарха Московского и всея Руси Кирилла ко дню Пасхи возведён в сан протоиерея.
27 мая 2015 года указом митрополита Крутицкого и Коломенского Ювеналия назначен настоятелем Казанского храма города Луховицы, но уже 17 июля освобождён от обязанностей настоятеля этого храма.
2 ноября 2016 года указом митрополита Крутицкого и Коломенского Ювеналия назначен настоятелем Иоанно-Богословского храма села Матыра Луховицкого района с оставлением в должности настоятеля Христорождественского храма города Луховицы Московской области.
В 2017 году заочно окончил Московскую духовную академию. Магистр богословия.
10 мая 2017 года указом митрополита Крутицкого и Коломенского Ювеналия освобождён от обязанностей настоятеля Иоанно-Богословского храма села Матыра Луховицкого района Московской области.
14 июля 2018 года решением Священного Синода Русской православной церкви назначен исполняющим обязанности председателя Синодального отдела по делам молодёжи, в связи с чем по должности стал членом Высшего церковного совета. И с этого дня он являлся членом Высшего Церковного Совета Русской Православной Церкви.
19 июля в связи с данным синодальным решением указом митрополита Ювеналия освобождён от должности благочинного церквей Луховицкого округа, настоятеля Христорождественского храма и Казанского храма города Луховицы Московской области.
28 июля 2018 года назначен настоятелем храма Успения Пресвятой Богородицы — патриаршего подворья на Крутицах в Москве.
9 июля 2019 года решением Священного синода освобождён от должности и. о. председателя Синодального отдела по делам молодёжи с выражением благодарности за понесённые труды.
16 июля 2019 года распоряжением патриарха Московского и всея Руси Кирилла назначен руководителем молодёжного отдела Московской городской епархии. В тот же день указом патриарха Кирилла освобождён от должности настоятеля патриаршего подворья храма Успения Пресвятой Богородицы на Крутицком подворье города Москвы и назначен настоятелем храма святителя Николая Мирликийского в Покровском города Москвы и патриаршего подворья храма Благоверного князя Александра Невского в бывшей Покровской богадельне города Москвы.
29 декабря 2020 года указом патриарха Московского и всея Руси Кирилла переназначен председателем Отдела по делам молодёжи Московской городской епархии.
28 апреля 2021 года указом патриарха Московского и всея Руси Кирилла удостоен права ношения палицы.

## Награды
- Медаль Святого Благоверного князя Даниила Московского Русской православной церкви (2006);
- Орден Преподобного Серафима Саровского Русской православной церкви III степени (2013).

Богослужебные награды:
- Набедренник (31 мая 2004);
- Камилавка;
- Золотой наперсный крест (2010);
- Протоиерейство (2015);
- Палица (4 марта 2021).

## Благодарности
- Президента Фонда социально-культурных инициатив С.В. Медведевой (2018 г.);
- Главы Республики Мордовия В.Д.Волкова за большой личный вклад в нравственное и духовное развитие молодёжи (2018 г.);
- Ректора ГБОУ ДПО НИРО Н.Ю.Бармина за плодотворное творческое сотрудничество в рамках XIII Нижегородских образовательных чтений (2018 г.).